# Каркоць, Михаил
Михаил Каркоць (или транслитерация Майкл Каркок, укр. Михайло Каркоць, англ. Michael Karkoc; 6 марта 1919, Луцк — 14 декабря 2019) — высокопоставленный командир одного из подразделений нацистских вооружённых формирований SS. Обвинялся в сжигании деревень, заполненных женщинами и детьми, лгал американским иммиграционным чиновникам, чтобы попасть в США, жил в Миннесоте.

## Биография
Майкл Каркок родился в этнической украинской семье в Луцке в 1919 году. После нацистского вторжения в Советский Союз в 1941 году он вступил в регулярную немецкую армию и воевал на Восточном фронте на Украине и в России. С его личных слов (в его мемуарах) он якобы даже был награждён Железным крестом, нацистской наградой за храбрость.
Основал и стал лейтенантом во 2-й роте Украинского Легиона самообороны. Украинский политолог и профессор Школы политических исследований Университета Оттавы Иван Качановский, который провёл обширные исследования в отношении Легиона самообороны, отметил, что члены легиона тщательно создают миф, что их служба в нацистской Германии была якобы борьбой против советского коммунизма. Он отметил, что это фальсификация и действия Легиона самообороны были борьбой с партизанами и нападениями на гражданское население.
Свидетельские показания и дополнительная документация связывают подразделение Каркока с массовым убийством в 1943 года в Подхаици, на окраине Луцка — 21 человек, главным образом женщины и дети, были убиты. Подразделение, которое возглавлял Каркок принимало участие в уничтожении антифашистов во время Варшавского восстания в 1944 году. Один из людей Каркока по имени Василь Малаженский сообщил следователям, что в 1944 году подразделение Каркока было направлено на «ликвидацию всех жителей» деревни Хланёв, и по словам Василя Малаженского:

Позже, когда мы проходили через разрушенную деревню я мог видеть мертвые тела убитых жителей: мужчин, женщин, детей
После войны Каркок попал в лагерь для перемещённых лиц в Ной-Ульме, Германия. В 1949 году Каркок обманул США предоставив ложные данные о себе, чтобы жить в стране, против которой он воевал. Он убедил службу натурализации, что якобы не имел отношение к военизированным формированиям Германии времён войны с СССР. Он скрыл, что «был не просто офицером SS, но и одним из основателей Украинской народной самообороны, а также дивизии SS „Галичина“». А в 1940-х годах гитлеровское формирование дивизии СС «Галичина» входило в чёрный список организаций-военных преступников, члены которых не имеют права не только жить в США но и въезжать на территорию Америки.
Каркок во время проверки 14 апреля 1949 года сказал, что он никогда не выполнял какую-либо военную службу, а в 1995 году в своих мемуарах на украинском языке он сам заявил, что он помог основать Легион самообороны Украины в 1943 году в сотрудничестве с разведывательным агентством СС нацистов. Более того она сам написал, что служил в качестве командира роты в подразделении, получившем заказы напрямую от СС. И служил там до конца войны. Малопонятно почему нацист почувствовал себя в безопасности и опубликовал мемуары, доступные в Библиотеке Конгресса США, в Британской библиотеке, и в Интернете (в электронной украинской библиотеке). Иной бухгалтерский документ нацистской Германии, который хранится в Польском национальном архиве в Кракове, упоминает Кракока вместе с его званием, датой рождения и городом как одного из 219 «членов SMDS-Batl 31, которые находились в Варшаве» (немецкая аббревиатура Для Легиона Самообороны).
Слова Каркока о том, что он служил на дивизию СС "Галичина", подтверждает и нацистская ведомость заработной платы, найденная в польских архивах, подписанная офицером СС 8 января 1945 года. То есть за 4 месяца до окончания войны он был в Польше и забрал деньги как член Легиона самообороны. Свою подпись Каркок сделал на кириллице.
1 августа 2015 года правозащитная организация США Центр Симона Визенталя выступила с критикой властей США за то, что те не депортировали Каркока.
18 марта 2017 года Польша объявила, что будет добиваться ареста и экстрадиции Каркока, который подозревается в том, что он отдал приказ убить 44 поляка во время Второй мировой войны. Ордер на арест Каркока в суде Люблинa попросили прокуроры государственного Института национальной памяти. Прокурор Роберт Яницки отметил, что доказательства, собранные за годы расследования, подтвердили «на все сто процентов», что он был командиром подразделения в дивизии СС «Галичина». Если Каркока признают виновным в убийстве мирных жителей, то он может получить пожизненное заключение.
Каркок благополучно жил на северо-востоке Миннеаполиса вместе со своей семьёй и близкими ему людьми в районе со значительным населением эмигрантов с Украины. Последние десятилетия являлся активным членом Украинской национальной ассоциации. Умер по естественным причинам 14 декабря 2019 года, до последних дней отрицая свою принадлежность к СС, и связь с массовыми убийствами мирного населения.

## Семья
Есть двое детей от первой жены 1945 и 1946 года рождения, а также четверо детей от второй жены. Один из сыновей Андрей Кракос (Andriy Karkos) немного поменял свою фамилию.